# Puerta de Hierro, el exilio de Perón
Puerta de Hierro, el exilio de Perón, también conocida como Puerta de Hierro, es una película argentina histórica-biográfica de 2013 dirigida por Víctor Laplace y Dieguillo Fernández, y coescrita y protagonizada por Laplace. Narra los años del expresidente Juan Domingo Perón durante su exilio en España; el título hace referencia a la residencia de Perón, situada en la urbanización de dicho nombre en Madrid. Es considerada como una secuela no oficial del film Eva Perón (1996), de Juan Carlos Desanzo.

## Sinopsis
La Quinta 17 de octubre en la calle Navalmanzano de la Ciudad Residencial Puerta de Hierro fue la quinta privada de Juan Domingo Perón en Madrid, donde el expresidente vive durante su exilio. Desde allí, Perón rememora el bombardeo y ametrallamiento de la Plaza de Mayo (en Buenos Aires) el 16 de junio de 1955. El General Perón, obligado por las circunstancias, abandona el país y viaja a España, pasando antes por Panamá, donde conoce a María Estela Martínez (Isabelita). Una vez instalado en Madrid, conoce a Sofía, una modista con quien establece una relación estrecha. Sofía le regalará unas cintas magnetofónicas para que el expresidente grabe sus memorias, lo cual hace. De esta manera se desarrolla una visión introspectiva de la historia. Con el correr de la trama, Perón irá concertando mítines con el grupo terrorista Montoneros, sindicalistas, militares opositores y amigos, con el fin de lograr un efectivo retorno a su tierra. Así, se verá envuelto de figuras históricas como Isabel, Cámpora, Galimberti y López Rega.

## Reparto
- Víctor Laplace ... Juan D. Perón
- Victoria Carreras ... Isabel Perón
- Natalia Mateo ... La modista Sofía
- Fito Yannelli ... José López Rega (el Hermano Daniel)
- Javier Lombardo ... El empresario peronista Jorge Antonio
- Manuel Vicente ... El presidente peronista Héctor Cámpora
- Sergio Surraco ... El guerrillero Rodolfo Galimberti
- Federico Luppi ... El médico español Dr. Puigvert
- Marcelo D'Andrea ... Augusto Timoteo Vandor
- Alejandro Carro ... Víctor (periodista)
- Gustavo Garzón ... José Ignacio Rucci
- Enrique Barris ... Alejandro Lanusse
- Hugo del Carril (h) ... Hugo del Carril
- Julio Lester ... Lorenzo Miguel

## Producción
Puerta de Hierro fue la quinta película dirigida por el actor Víctor Laplace. Laplace había representado a Perón en la película Eva Perón: la verdadera historia, en la obra de teatro Borges y Perón y en la telenovela Padre coraje. La película está basada en la obra de autores como Tomás Eloy Martínez, José Pablo Feinmann y Norberto Galasso, pero la vida privada de Perón es en su mayor parte desconocida, por lo que la mayoría de las escenas fueron creadas por los guionistas. Como la película se basa en el final de la vida de Perón, el guion hace hincapié en su temor a la muerte.
Laplace imitó a Perón en los gestos, la forma de hablar y la inflexión de la voz, y repite varias de sus citas. El diario La Voz del Interior alabó también la labor de los actores Victoria Carreras (como Isabel Perón) y Fito Yanelli (como López Rega), y la sorprendente similitud de Manuel Vicente con el presidente Héctor Cámpora. Se filmó en el año 2012.

## Estreno
La película se estrenó en Córdoba el 11 de abril de 2013, en el cine Paseo del Buen Pastor. En Buenos Aires se realizó en el cine El Argentino, y el dinero se donó para las víctimas de las recientes inundaciones.

## Recibimiento
La película tuvo una buena aceptación de la crítica e incluso ganó el Premio Movie City en el Festival Internacional de Mar del Plata. En su mayoría, los elogios fueron dirigidos a la interpretación de los personajes.